# Armando Coroneaux
Armando Coroneaux Isidoro est un footballeur international cubain, né le 2 juillet 1985 à Nuevitas, dans la province de Camagüey.

## Biographie

### Carrière en club
Joueur emblématique et capitaine du CF Camagüey, "Mandy" Coroneaux atteint la barre des 100 buts en championnat de Cuba en marquant sur pénalty contre le FC Holguín, le 23 février 2019, lors de la 9e journée du championnat 2019. 
Fin 2019, il s'expatrie à Antigua-et-Barbuda afin de jouer pour l'Old Road FC.

### Carrière en équipe nationale
Il fait ses débuts en sélection cubaine, le 24 février 2008, face au Guyana. Coroneaux participe à la Coupe caribéenne des nations 2010 puis à la Coupe caribéenne des nations 2014.
Il dispute deux Gold Cup aux États-Unis : en 2013, où il entre en cours de jeu contre le Costa Rica à la 78e minute, puis en 2015 où il prend part à deux rencontres (contre le Mexique et l'hôte américain),. Au total, il compte 22 matchs officiels et 4 buts inscrits en équipe nationale.

## Statistiques

### Buts en championnat
Note : Sources utilisées : www.elblogdelfutbolcubano.com et www.inder.gob.cu
| Équipes     | Années         | Buts                       |
| ----------- | -------------- | -------------------------- |
| CF Camagüey | 2003           | ??                         |
| CF Camagüey | 2004-2005      | 2                          |
| CF Camagüey | 2005-2006      | 8                          |
| CF Camagüey | 2006           | 11                         |
| CF Camagüey | 2007-2008      | 7                          |
| CF Camagüey | 2008-2009      | 6                          |
| CF Camagüey | 2009-2010      | 15                         |
| CF Camagüey | 2011           | 5                          |
| CF Camagüey | 2012           | 6                          |
| CF Camagüey | 2013           | 7                          |
| CF Camagüey | 2014           | 9                          |
| CF Camagüey | 2015           | 7                          |
| CF Camagüey | 2016           | 2                          |
| CF Camagüey | 2017           | 8                          |
| CF Camagüey | 2018           | 5                          |
| CF Camagüey | 2019           | 8                          |
| Old Road FC | 2019-2020      |                            |
| Total       | 2004-2019 -... | 106 (Cuba) (Ant.-et-Barb.) |

### Buts en sélection
| Buts en sélection d'Armando Coroneaux | Buts en sélection d'Armando Coroneaux | Buts en sélection d'Armando Coroneaux                      | Buts en sélection d'Armando Coroneaux | Buts en sélection d'Armando Coroneaux | Buts en sélection d'Armando Coroneaux | Buts en sélection d'Armando Coroneaux |
|                                       | Date                                  | Lieu                                                       | Adversaire                            | Score                                 | Résultat                              | Compétition                           |
| ------------------------------------- | ------------------------------------- | ---------------------------------------------------------- | ------------------------------------- | ------------------------------------- | ------------------------------------- | ------------------------------------- |
| 1.                                    | 26 octobre 2010                       | Estadio Rommel Fernández, Panama City (Panama)             | Panama                                | 0-2                                   | 0-3                                   | Amical                                |
| 2.                                    | 26 octobre 2010                       | Estadio Rommel Fernández, Panama City (Panama)             | Panama                                | 0-3                                   | 0-3                                   | Amical                                |
| 3.                                    | 10 novembre 2010                      | Antigua Recreation Ground, St. John's (Antigua-et-Barbuda) | Dominique                             | 1-0                                   | 4-2                                   | CAR 2010                              |
| 4.                                    | 12 novembre 2010                      | Antigua Recreation Ground, St. John's (Antigua-et-Barbuda) | Suriname                              | 1-1                                   | 3-3                                   | CAR 2010                              |

## Palmarès

### En club
- Champion de Cuba en 2015 avec le CF Camagüey.

### Distinctions individuelles
- Meilleur buteur de l'histoire du CF Camagüey avec 106 buts en championnat.